# Coteaux calcaires de la vallée de la Dordogne
Les Coteaux calcaires de la vallée de la Dordogne sont un site français du réseau Natura 2000 du département de la Dordogne, en région Nouvelle-Aquitaine.

## Situation

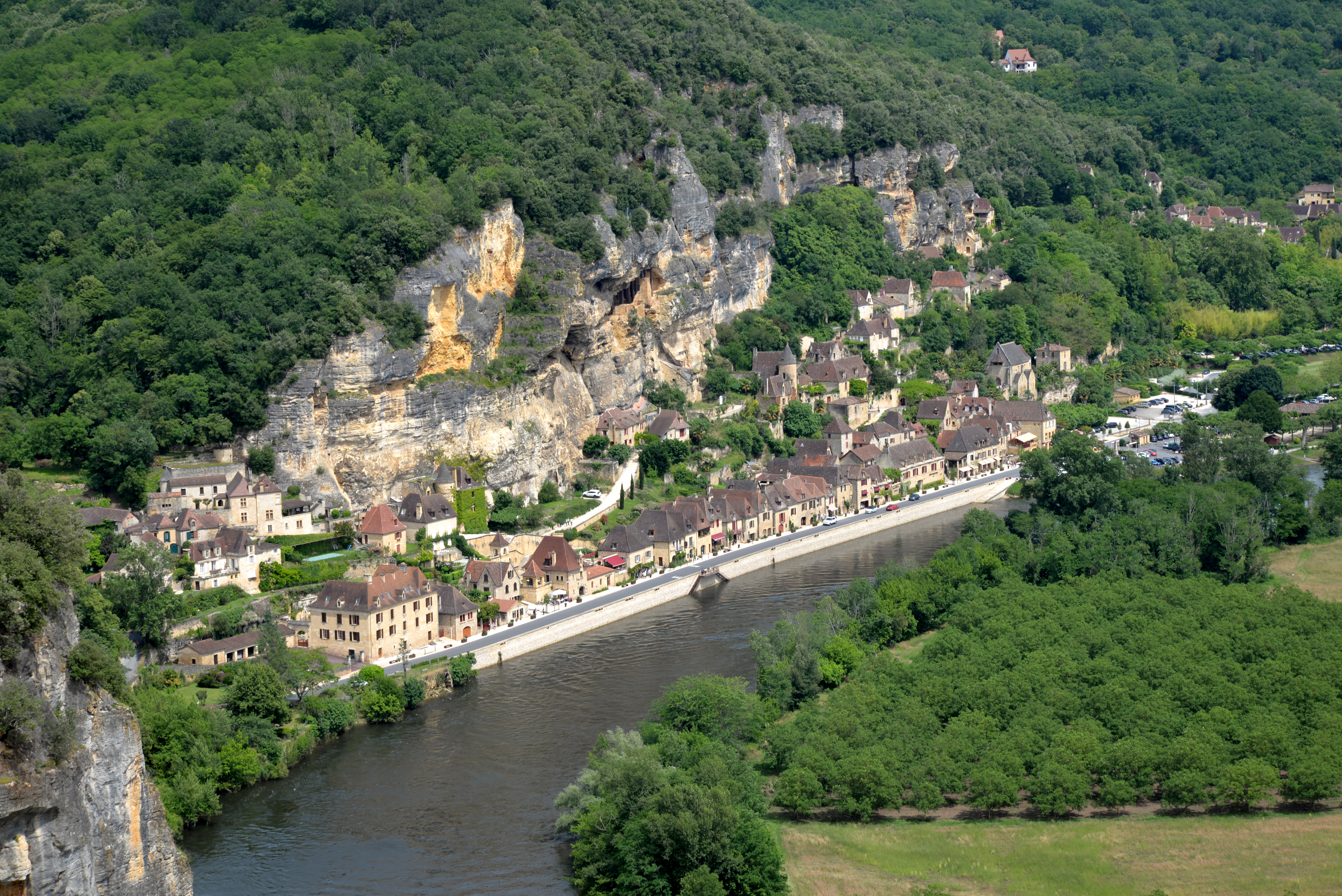
Le village de La Roque-Gageac et le coteau qui le surplombe.

Dans le sud du département de la Dordogne, le site « Coteaux calcaires de la vallée de la Dordogne », s'étend sur 3 686 hectares, sur le territoire de vingt-cinq communes, essentiellement en rive droite de la Dordogne, depuis Peyrillac-et-Millac à l'amont jusqu'à Saint-Capraise-de-Lalinde en aval : Baneuil, Beynac-et-Cazenac, Calviac-en-Périgord, Carlux, Carsac-Aillac, Castels et Bézenac, Cénac-et-Saint-Julien, Coux et Bigaroque-Mouzens, Couze-et-Saint-Front, Domme, Lalinde, Limeuil, Mauzac-et-Grand-Castang, Orliaguet, Paunat, Peyrillac-et-Millac, Pezuls, Pontours, La Roque-Gageac, Saint-Capraise-de-Lalinde, Saint-Chamassy, Saint-Vincent-de-Cosse, Trémolat, Vézac et Vitrac. Seuls deux petits coteaux  de rive gauche sur Cénac-et-Saint-Julien et Domme d'une part, et sur Couze-et-Saint-Front et Pontours de l'autre, se situent en rive gauche.
Sur les vingt-cinq communes du site, plus de 80 % de sa superficie est concentrée sur neuf d'entre elles : 23 % sur le territoire de Calviac-en-Périgord, 12 % sur Vitrac, 8 % sur les territoires de Carsac-Aillac et Vézac, 6 % pour Saint-Vincent-de-Cosse et 5 % pour Carlux, Coux et Bigaroque-Mouzens, Orliaguet et La Roque-Gageac.

## Description
Le site « Coteaux calcaires de la vallée de la Dordogne » est un site naturel du réseau Natura 2000, c'est-à-dire qu'il est identifié comme important pour la conservation d'espèces animales européennes menacées.
Il s'agit d'une zone spéciale de conservation validée par un arrêté du ministère de l'Écologie et du Développement durable en date du 31 décembre 2015. La zone est morcelée en une trentaine de sites le long de la Dordogne ou de ses petits affluents de rive droite (d'amont vers l'aval : la Borgne, le ruisseau de Carlux, l'Énéa, la Cuze, le ruisseau de Pontou et son affluent le ruisseau du Treuil, le ruisseau du Brudou, le Berlingot et le ruisseau d'Aurival).
Le site est composé à 54 % de forêts caducifoliées, à 19 % de forêts sempervirentes non résineuses, à 8 % de prairies semi-naturelles humides et de prairies mésophiles améliorées, à 7 % de landes, broussailles ou recrus, à 5 % de pelouses sèches, à 5 % de forêts mixtes, à 1 % de forêts  artificielles et à 1 % de rochers ou d'éboulis rocheux.
Certains habitats du site sont inscrits à l'annexe I de la directive 92/43/CEE de l'Union européenne qui liste les habitats naturels ou semi-naturels d'intérêt communautaire : pelouses sèches semi-naturelles et faciès d'embuissonnement sur calcaires (Festuco-Brometalia) — sites d'orchidées remarquables — sur 139,7 hectares, pentes rocheuses calcaires avec végétation chasmophytique sur 36,9 hectares, formations à Genévrier commun sur landes ou pelouses calcaires sur 35,4 hectares et forêts à Chênes verts sur 5,9 hectares.
Des recensements y ont été effectués sur les plans faunistique et floristique.

## Faune

### Espèces inscrites à l'annexe II
Deux espèces animales inscrites à l'annexe II de la directive 92/43/CEE de l'Union européenne y ont été répertoriées.
Il s'agit de deux chauves-souris : le Grand rhinolophe (Rhinolophus ferrumequinum) et le Petit rhinolophe (Rhinolophus hipposideros).

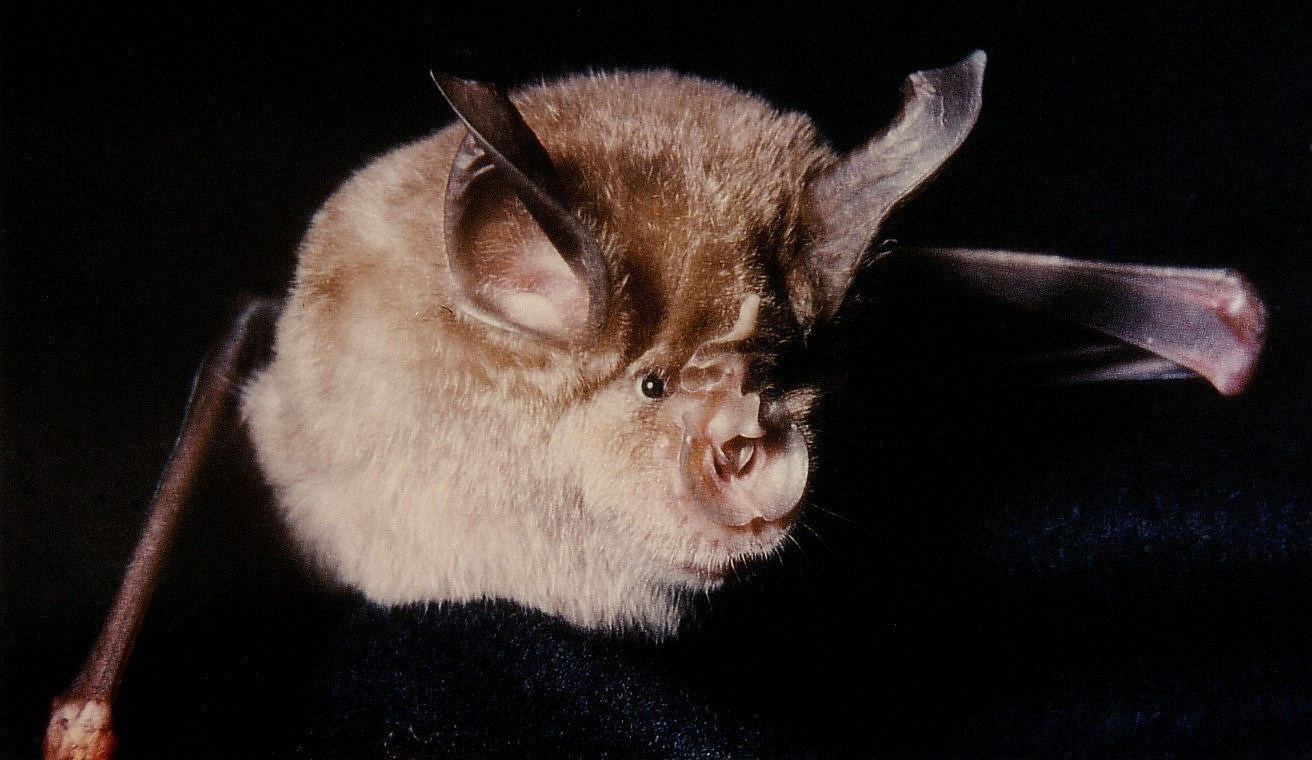
Grand rhinolophe.
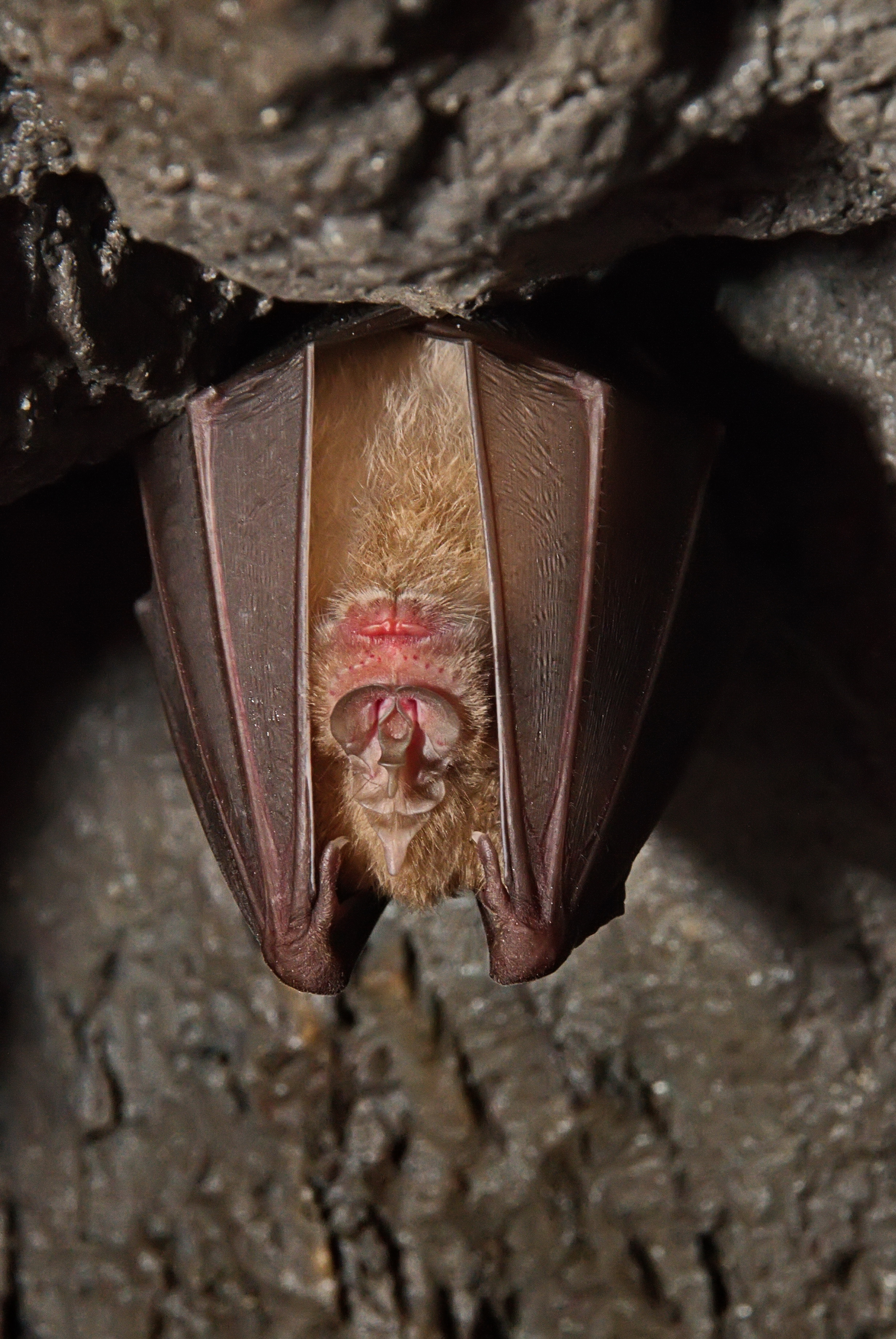
Grand rhinolophe au repos.
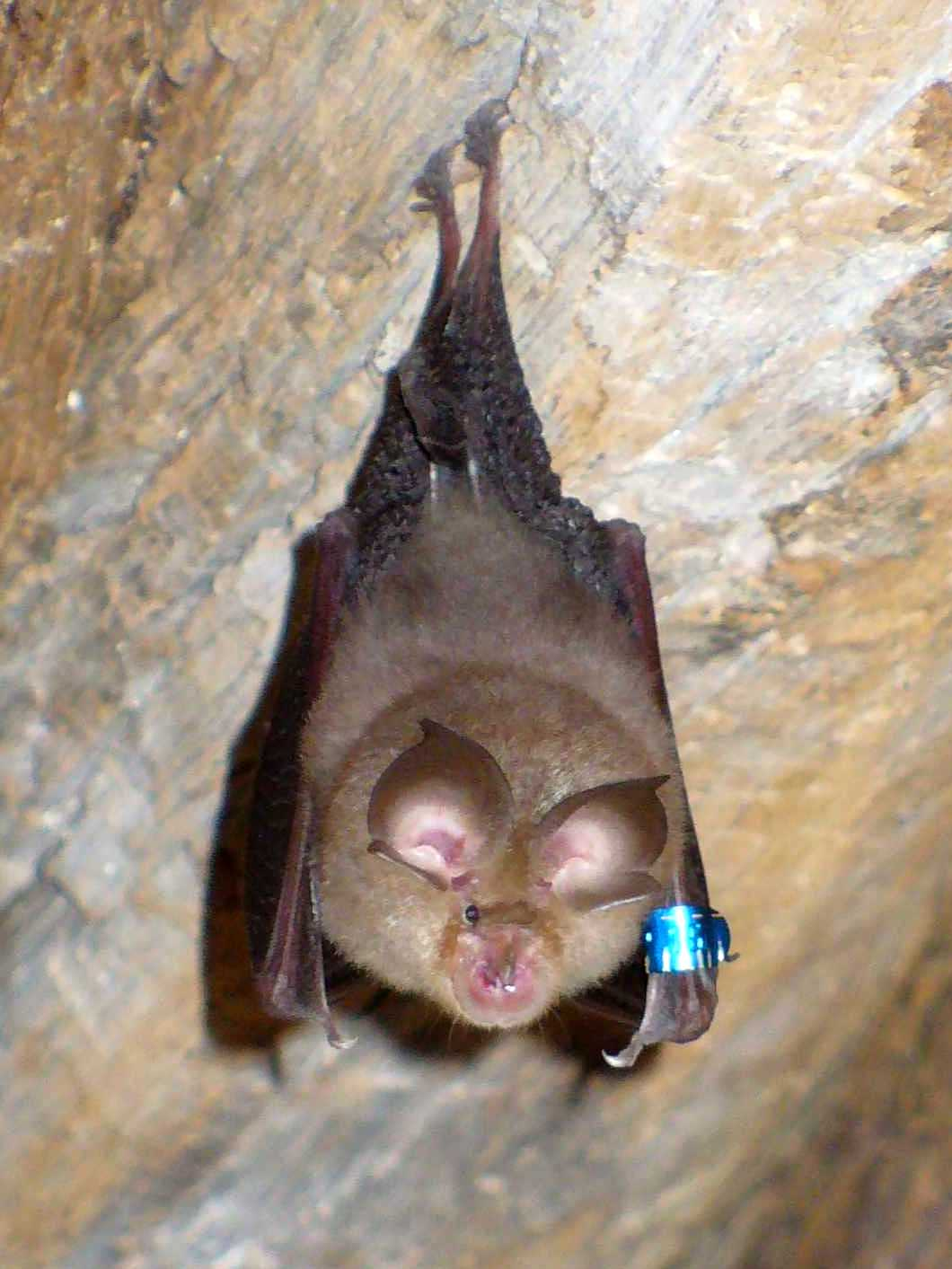
Petit rhinolophe.
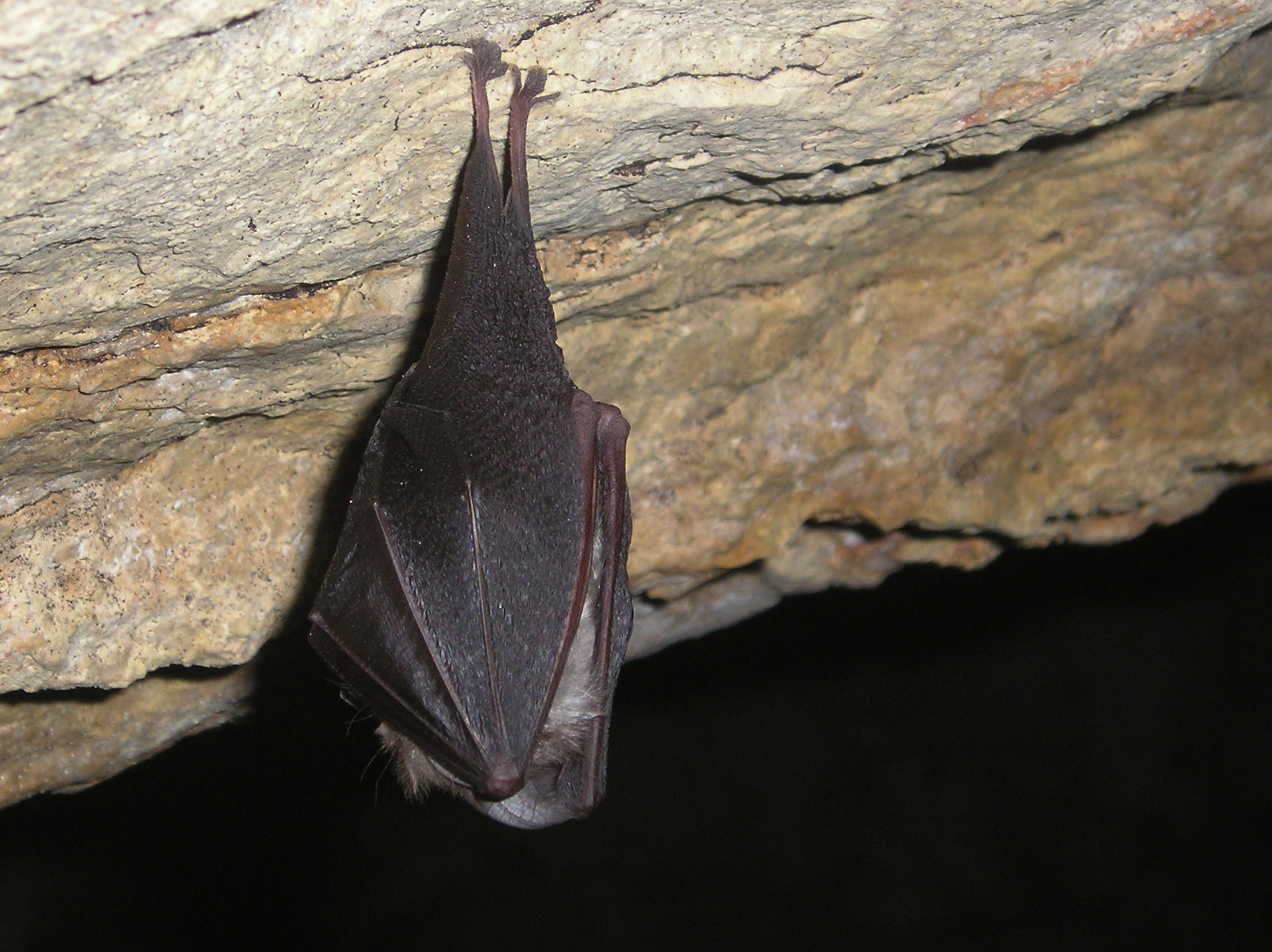
Petit rhinolophe au repos.

### Autres espèces
Onze autres espèces animales importantes y ont été recensées.
- un amphibien : l'Alyte accoucheur (Alytes obstetricans) ;
- un insecte : l'Azuré du serpolet (Phengaris arion) ;
- un mammifère : la Genette commune (Genetta genetta) ;
- huit oiseaux : la Bondrée apivore (Pernis apivorus), le Circaète Jean-le-Blanc (Circaetus gallicus), l'Engoulevent d'Europe (Caprimulgus europaeus), le Faucon pèlerin (Falco peregrinus), le Grand Corbeau (Corvus corax), le Milan noir (Milvus migrans), le Pic noir (Dryocopus martius) et la Pie-grièche écorcheur (Lanius collurio).

Parmi celles-ci, l'Alyte accoucheur et l'Azuré du serpolet sont concernés par l'annexe IV de la directive habitats, et la Genette commune par son annexe V.

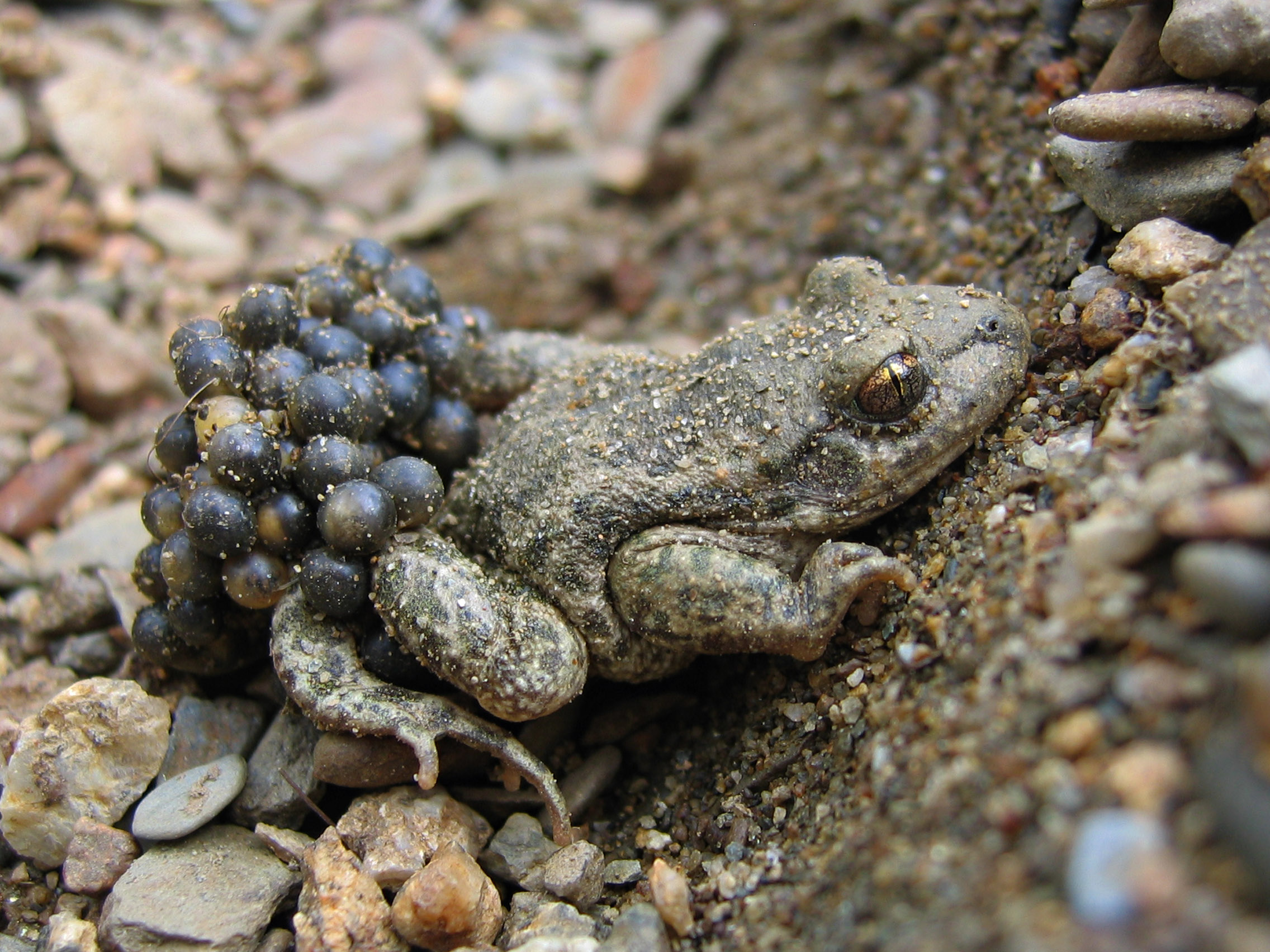
Mâle de Crapaud accoucheur portant ses œufs.
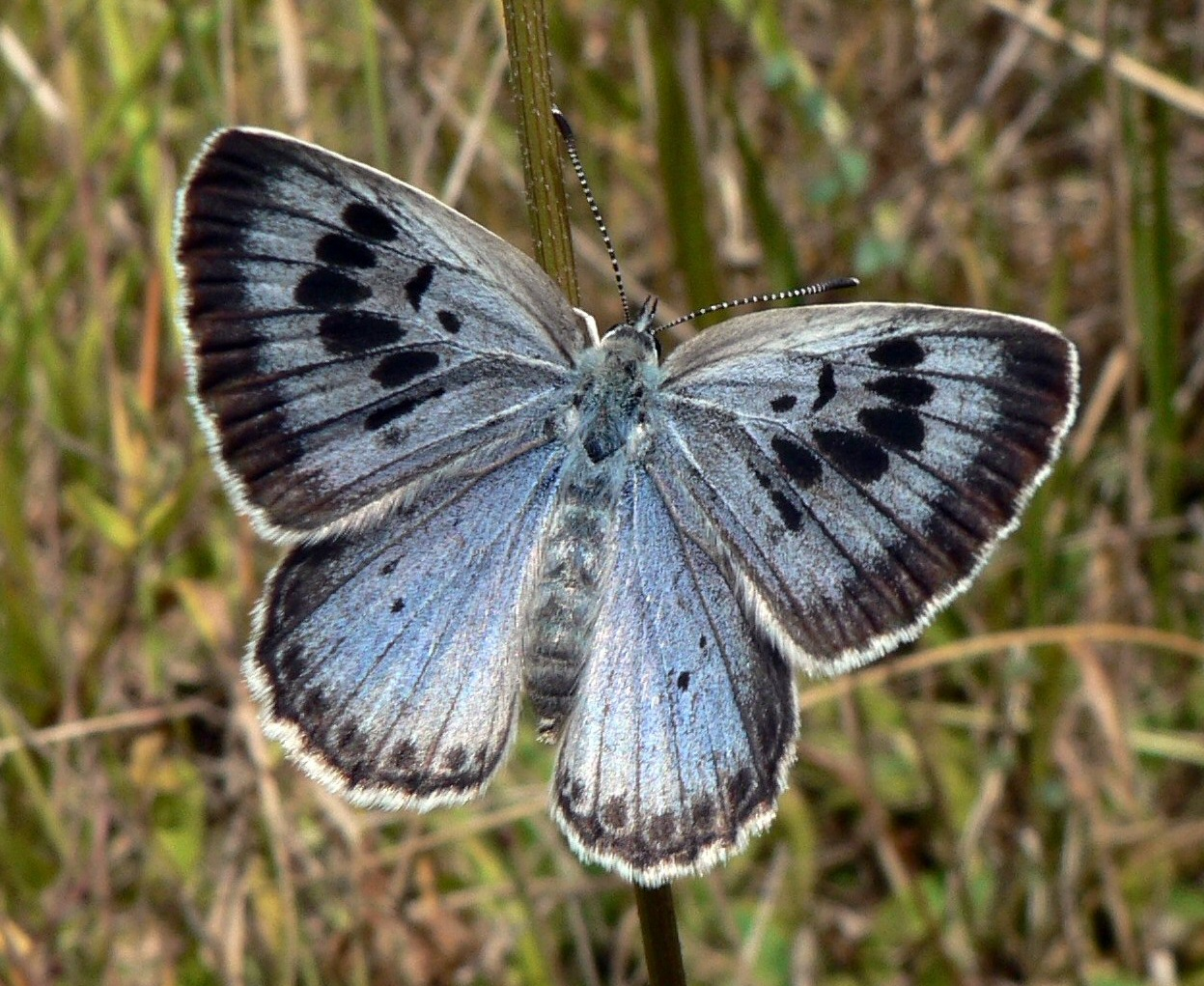
Azuré du serpolet.
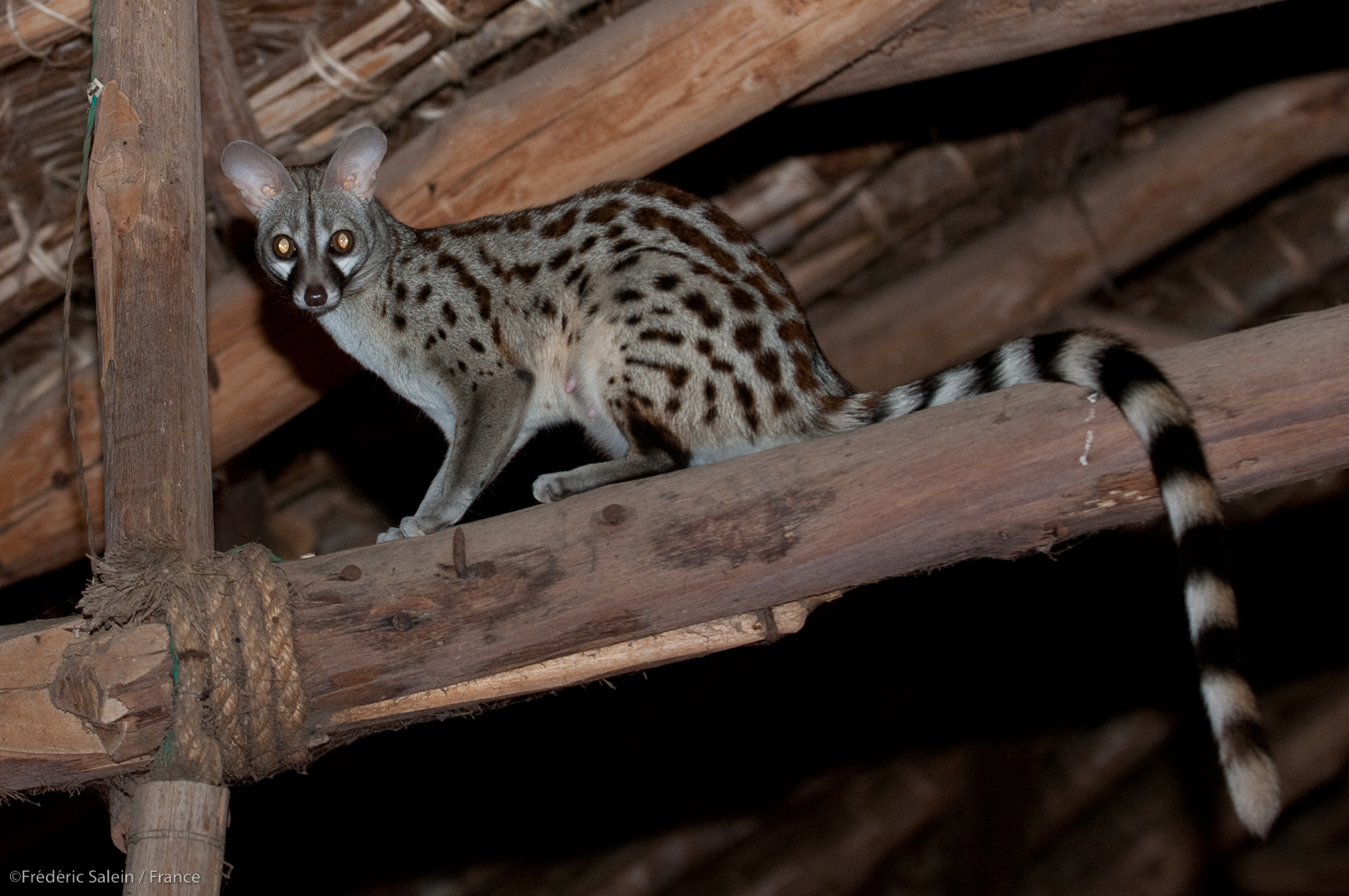
Genette commune.
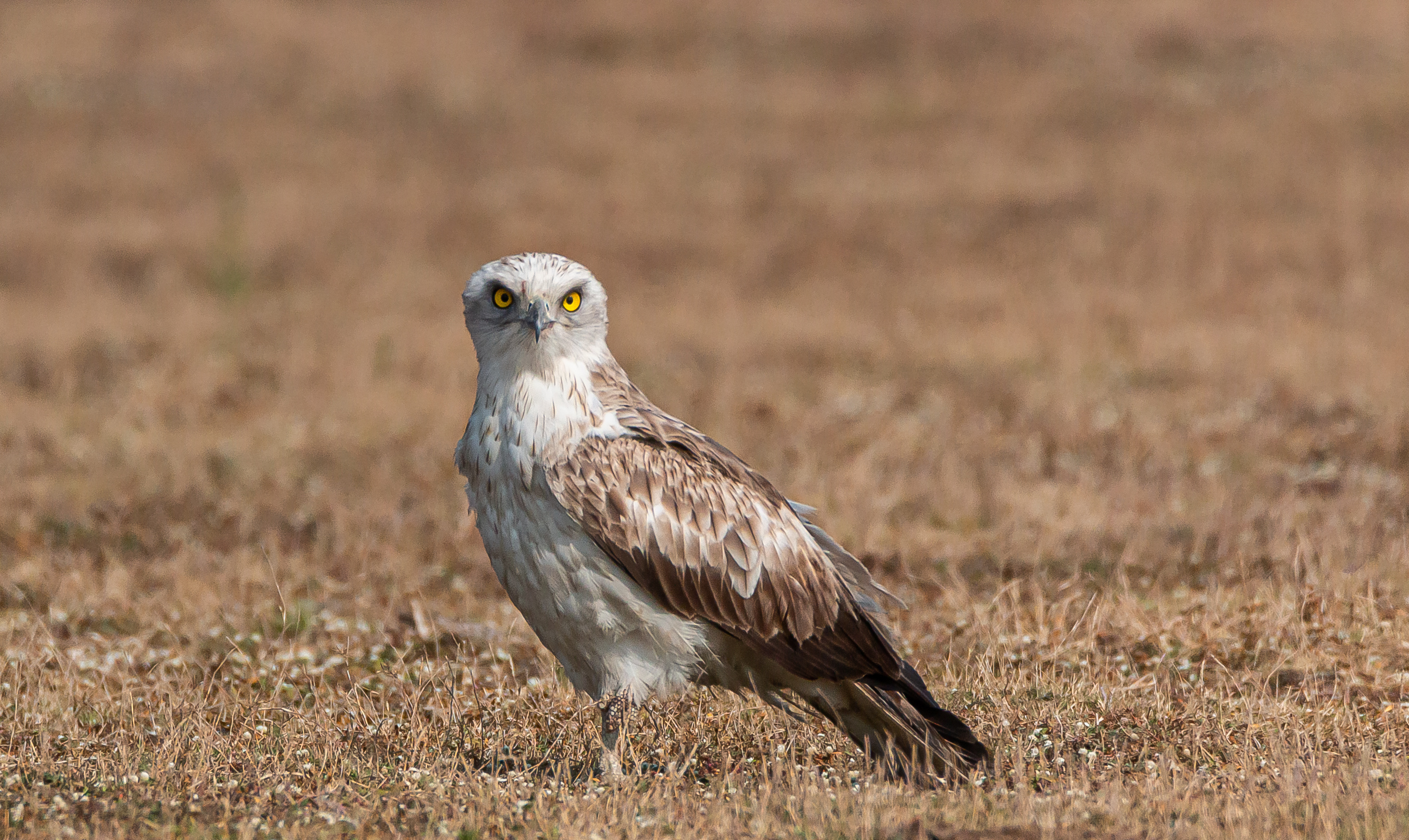
Circaète Jean-le-Blanc.
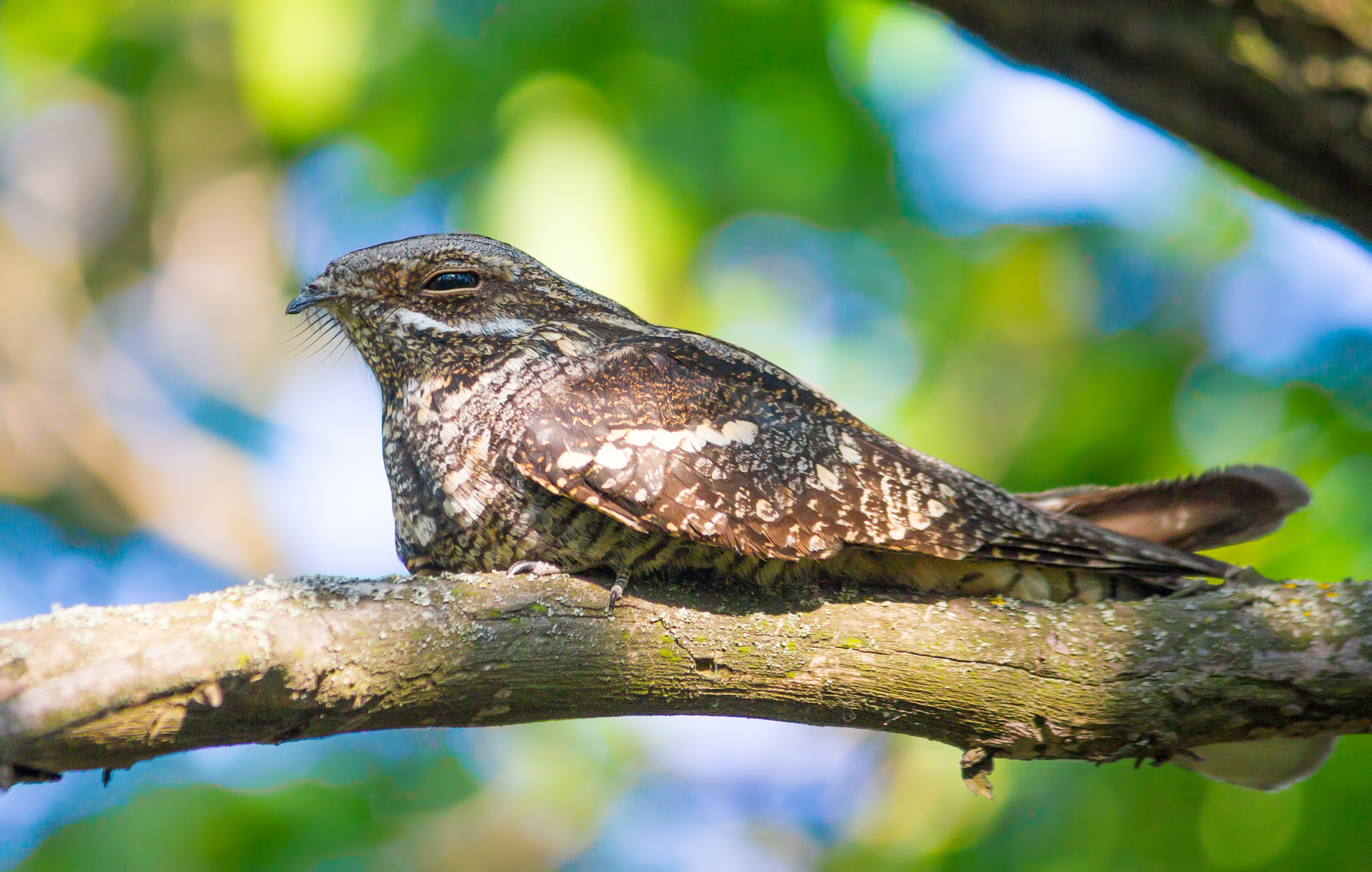
Engoulevent d'Europe.

## Flore
Deux espèces végétales importantes ont également été remarquées sur le site : l'Euphorbe de Séguier (Euphorbia seguieriana) et la Laitue vivace (Lactuca perennis).

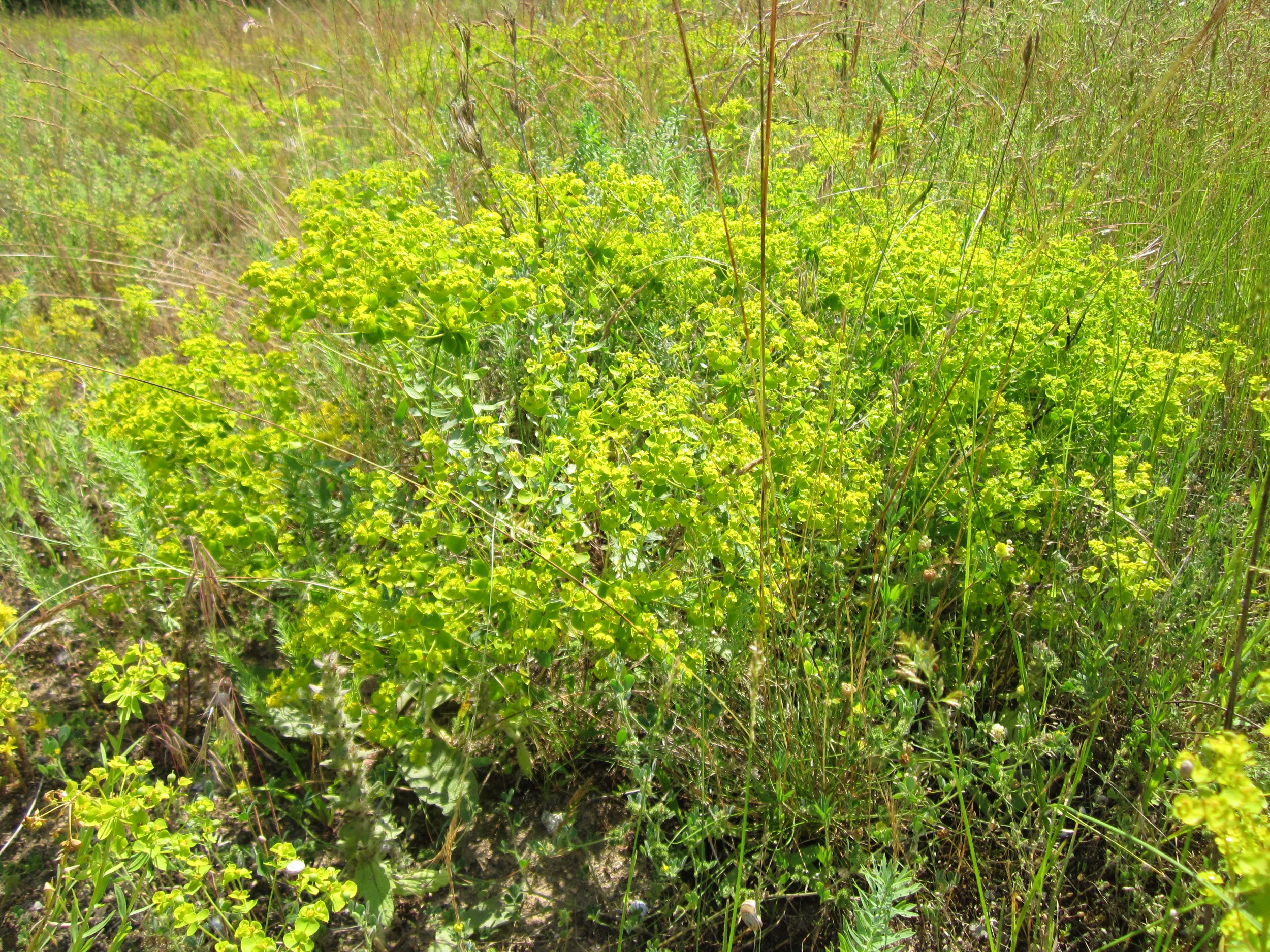
Euphorbe de Séguier.
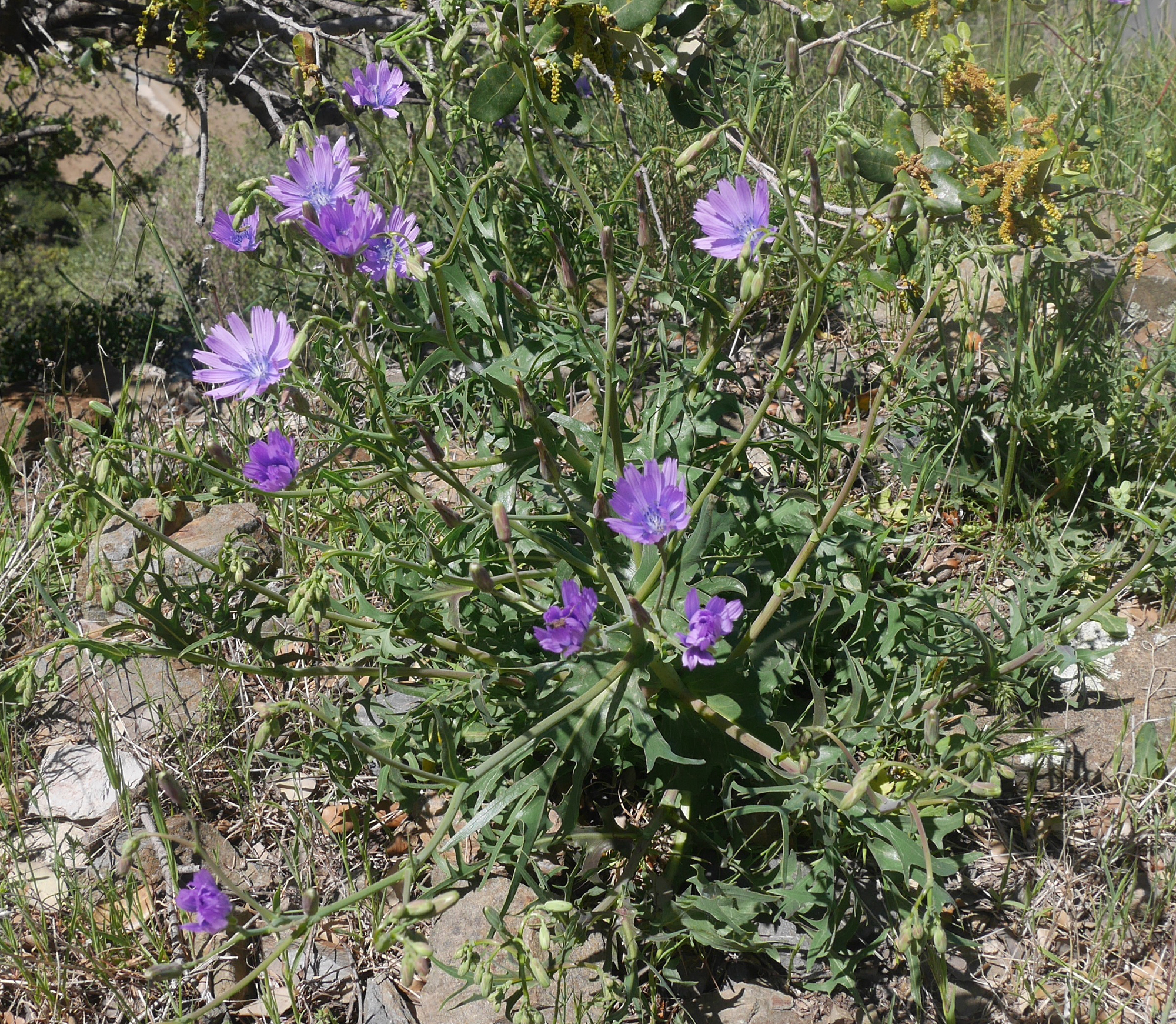
Laitue vivace.

## Espaces connexes
Sept zones naturelles d'intérêt écologique, faunistique et floristique (ZNIEFF) du département de la Dordogne recoupent partiellement le territoire de la zone Natura 2000 Coteaux calcaires de la vallée de la Dordogne :
- Cingle de Montfort ;
- Coteaux de Castelnaud, Cénac et Domme ;
- Coteaux de Castels et de Bézenac ;
- Coteaux calcaires de la vallée de la Dordogne (ZNIEFF) ;
- Coteaux et falaises de Beynac, La Roque-Gageac et de Vézac ;
- Coteaux à chênes verts du Sarladais : I-Rive droite de la Dordogne ;
- Secteur forestier de Borrèze.